# Chamaeleo laevigatus
Chamaeleo laevigatus är en ödleart som beskrevs av  Gray 1863. Chamaeleo laevigatus ingår i släktet Chamaeleo och familjen kameleonter. Inga underarter finns listade i Catalogue of Life.